# Honduras en los Juegos Paralímpicos de Tokio 2020
Honduras estuvo representado en los Juegos Paralímpicos de Tokio 2020 por un deportista masculino. El equipo paralímpico hondureño no obtuvo ninguna medalla en estos Juegos.